# Avraham Tehomi
Avraham Tehomi (Odesa, 1903-Hong Kong, 1990), nacido como Avraham Silberg, fue el primer Comandante en Jefe de la organización Irgún Tzvaí Leumí y asesino de Jacob Israël de Haan. Su nombre de batalla en el Irgún era "Guideón".

## Juventud y migración a Palestina
Avraham Silberg nació en 1903 en Odesa, en ese entonces parte del Imperio ruso, en lo que actualmente es Ucrania. Cuando era un adolescente emigró al Mandato Británico de Palestina, como un pionero sionista, adoptando allí el apellido hebreo Tehomi. En un principio comenzó trabajando como un constructor de caminos y en 1920 se unió a las filas de la recién creada Haganá. Posteriormente Tehomi completó sus cursos de entrenamiento de la Haganá con honores especiales.

## Primer comandante del Irgún
En 1925 Tehomi fue enviado al cuartel de la Haganá en Jerusalén y entre los años 1929-1931 fue ascendido al cargo de Comandante de Distrito.
Los Motines Árabes de 1929 causaron una seria división entre los miembros de la Haganá ya que se acusaba a la dirigencia de esta organización de no haber preparado a sus miembros correctamente para hacer frente a los ataques árabes y mantener una política de pasividad ("Autocontención" o Havlagá en hebreo) ante las permanentes provocaciones. Esto trajo como consecuencia que Avraham Tehomi abandonara las filas de la Haganá y estableciera en 1931 una nueva organización paramilitar judía paralela que se llamaría Irgún Tzvaí Leumí. Esta organización adoptaría actitudes de represalia contra los ataques árabes y las prohibiciones británicas.
Tehomi posteriormente trató de unir a las dos organizaciones armadas judías y en 1937 retornó a la Haganá como un nuevo miembro importante con la intención de modificar la política de "autocontención" que imperaba allí. Sin embargo, solo la mitad de los miembros del Irgún (en ese momento sumaban un total de 3000 hombres) siguieron su ejemplo, mientras que el resto de sus integrantes permanecieron en la nueva organización clandestina.
Cuando la dirigencia de la Haganá se negó a seguir los consejos de Tehomi en cuanto a las operaciones militares ofensivas y de represalia, Tehomi se resignó a continuar como miembro de esta fuerza y comenzó a organizar la inmigración judía ilegal hacia Palestina, asistiendo a la vez al Irgún en sus nuevas operaciones.
Varios años después, Avraham Tehomi abandonó toda actividad militar o política, estableciéndose en Estados Unidos desde 1945 a 1968. Vive sus últimos años de vida en Hong Kong, falleciendo en 1990.